# Visual Studio
Microsoft Visual Studio és un entorn de desenvolupament integrat (IDE, per les sigles en anglès) per a Windows i macOS. És compatible amb múltiples llenguatges de programació, com ara C++, C #, Visual Basic.NET, F #, Java, Python, Ruby i PHP, a l'igual que entorns de desenvolupament web, com ASP.NET MVC, Django, etc., al qual cal sumar-li les noves capacitats en línia sota Windows Azure en forma de l'editor Monaco.
Visual Studio permet als desenvolupadors crear llocs i aplicacions web, així com serveis web en qualsevol entorn compatible amb la plataforma.NET (a partir de la versió.NET 2002). Així, es poden crear aplicacions que es comuniquin entre estacions de treball, pàgines web, dispositius mòbils, dispositius encastats i videoconsoles, entre d'altres.

## Versions
A partir de la versió 2005, Microsoft va llançar gratuïtament les edicions Express, que són versions bàsiques separades per llenguatges de programació o plataforma orientades a estudiants i programadors aficionats. Aquestes edicions són similars a les edicions comercials però no tenen certes característiques avançades d'integració. Aquestes edicions són:
- Visual Basic Express Edition
- Visual C # Express Edition
- Visual C ++ Express Edition
- Visual Web Developer Express Edition (per a programar en ASP.NET)
- Visual F # (Va aparèixer en Visual Studio 2010, és semblant al J#)
- Windows Phone 8 SDKk
- Windows Azure SDK

Microsoft també va publicar de forma gratuïta una versió reduïda de Microsoft SQL Server anomenada SQL Server Express Edition, les úniques limitacions són que no suporta bases de dades superiors a 4 GB de grandària, s'executa en un processador i no compta amb l'agent de SQL Server.
En el passat es van incloure els següents productes:
- visual InterDev
- Visual J ++
- visual FoxPro
- visual SourceSafe

## Història

### Visual Studio 6.0
És la segona versió de la suite de desenvolupament de Microsoft. Va ser llançada el 1998 i va ser l'última versió en executar-se en la plataforma Win9x. Els números de versió de totes les parts constituents van passar a 6.0, incloent Visual J ++ i Visual InterDev, que es trobaven en les versions 1.1 i 1.0 respectivament. Aquesta versió va ser la base per al sistema de desenvolupament de Microsoft per als següents quatre anys, en els quals Microsoft va migrar la seva estratègia de desenvolupament al .NET Framework.
Visual Studio 6.0 va ser l'última versió en què Visual Basic s'incloïa de la forma en què es coneixia fins llavors; versions posteriors incorporarien una versió molt diferent de l'llenguatge amb moltes millores, fruit de la plataforma.NET. També va suposar l'última versió a incloure Visual J ++, que proporcionava extensions de la plataforma Java, el que ho feia incompatible amb la versió de Sun Microsystems. Això va implicar problemes legals a Microsoft, i es va arribar a un acord en el qual Microsoft deixava de comercialitzar eines de programació que utilitzessin la màquina virtual Java.
Encara que l'objectiu a llarg termini de Microsoft era unificar totes les eines en un únic entorn, aquesta versió en realitat afegia un entorn més a Visual Studio 5.0: Visual J ++ i Visual InterDev se separaven de l'entorn de Visual C ++, a el temps que Visual FoxPro i visual Basic seguien mantenint el seu entorn específic.
En aquesta versió es va produir un canvi substancial, ja que va suposar la introducció de la plataforma.NET de Microsoft..NET és una plataforma d'execució intermèdia multillenguatge, de manera que els programes desenvolupats en.NET no es compilen en llenguatge màquina, sinó en un llenguatge intermedi (CIL - Common Intermediate Language) denominat Microsoft Intermediate Language (MSIL). En una aplicació MSIL, el codi no es converteix a llenguatge màquina fins que s'executa, de manera que el codi pot ser independent de la plataforma (almenys de les suportades actualment per.NET). Les plataformes han de tenir una implementació de Infraestructura de Llenguatge Comú (CLI) per a poder executar programes MSIL. Actualment es poden executar programes MSIL en Linux i Mac OS X usant implementacions de.NET que no són de Microsoft, com ara Mono i DotGNU.
Visual Studio.NET 2002 va suposar també la introducció de el llenguatge C #, un llenguatge nou dissenyat específicament per a la plataforma.NET, basat en C ++ i Java. Es va presentar també el llenguatge J # (successor de J ++), el qual, en lloc d'executar-se en una màquina virtual Java, s'executa únicament en el framework.NET. El llenguatge Visual Basic va ser remodelat completament i va evolucionar per adaptar-se a les noves característiques de la plataforma.NET, fent-ho molt més versàtil i dotant-lo amb moltes característiques de les que mancava. Una cosa similar es va dur a terme amb C ++, afegint extensions al llenguatge trucades Managed Extensions for C ++ per tal que els programadors puguin crear programes en. NET. D'altra banda, Visual FoxPro passa a comercialitzar per separat.
Tots els llenguatges s'unifiquen en un únic entorn. La interfície es millora notablement en aquesta versió, sent més neta i personalitzable.
Visual Studio. NET pot usar-se per crear programes basats en Windows (usant Windows Forms en comptes de COM), aplicacions i llocs web (ASP. NET i serveis web), i dispositius mòbils (usant el. NET Compact Framework).
Aquesta versió requereix un sistema operatiu basat en NT. La versió interna de Visual Studio. NET és la 7.0.

### Visual Studio. NET 2003
Visual Studio. NET 2003 suposa una actualització menor de Visual Studio. NET. S'actualitza el. NET Framework a la versió 1.1. També s'afegeix suport per tal d'escriure aplicacions per a determinats dispositius mòbils, ja sigui amb ASP. NET o amb el. NET Compact Framework. A més, el compilador de Visual C ++ es millora per complir amb més estàndards: el Visual C ++ Toolkit 2003.
Visual Studio 2003 es llança en quatre edicions: Academic, Professional, Enterprise Developer i Enterprise Architect. L'edició Enterprise Architect incloïa una implementació de la tecnologia de modelatge Microsoft Visio, que se centrava en la creació de representacions visuals de l'arquitectura de l'aplicació basades en UML. També es va introduir "Enterprise Templates", per ajudar a grans equips de treball a estandarditzar estils de programació i impulsar polítiques d'ús de components i assignació de propietats.
Microsoft va llançar el Service Pack 1 per a Visual Studio 2003 el 13 de setembre del 2006.
La versió interna de Visual Studio. NET 2003 és la 7.1, encara que el format de l'arxiu que empra és el de la 8.0.
És compatible només amb Windows XP, Windows Server 2003 o anteriors.

### Visual Studio 2005
Visual Studio 2005 es va començar a comercialitzar a través d'Internet a partir d'el 4 d'octubre de 2005, i la versió en anglès va arribar als comerços a finals del mes d'octubre. En català no va sortir fins al 4 de febrer del 2006. Microsoft va eliminar l'afegitó .NET del seu nom, però això no indica que s'allunyés de la plataforma. NET, de la qual es va incloure la versió 2.0.
L'actualització més important que van rebre els llenguatges de programació va ser la inclusió de tipus genèrics, similars en molts aspectes a les plantilles de C ++. Amb això s'aconsegueix trobar molts més errors en la compilació en comptes de en temps d'execució, incitant a usar comprovacions estrictes en àrees on abans no era possible. C ++ té una actualització similar amb l'addició de C ++ / CLI com a substitut de C # manejat.
S'inclou un dissenyador d'implantació, que permet que el disseny de l'aplicació sigui validat abans de la seva implantació. També s'inclou un entorn per a publicació web i proves de càrrega per a comprovar el rendiment dels programes sota diverses condicions de càrrega.
Visual Studio 2005 també afegeix suport per a arquitectures de 64 bits. Encara que l'entorn de desenvolupament segueix sent una aplicació de 32 bits, Visual C ++ 2005 suporta compilació per x86-64 (AMD64, Intel 64) i IA-64 (Itanium). El SDK inclou compiladors de 64 bits, així com versions de 64 bits de les llibreries.
Visual Studio 2005 té diverses edicions radicalment diferents entre si: Express, Standard, Professional, Tools for Office i cinc edicions Visual Studio Team System. Aquestes últimes es proporcionaven conjuntament amb subscripcions a MSDN cobrint els quatre principals rols de la programació: Architects, Programari Developers, Testers i Database Professionals. La funcionalitat combinada de les quatre edicions Team System s'oferia com l'edició Team Suite. D'altra banda, Tools for the Microsoft Office System està dissenyada per estendre la funcionalitat a Microsoft Office.
Les edicions Express s'han dissenyat per a principiants, aficionats i petits negocis, totes disponibles gratuïtament a través de la pàgina de Microsoft. S'inclou una edició independent per a cada llenguatge: Visual Basic, Visual C ++, Visual C #, Visual J # per programació. NET en Windows i Visual Web Developer per a la creació de llocs web ASP. NET. Les edicions Express no tenen algunes eines avançades de programació, així com d'opcions d'extensibilitat.
La versió interna de Visual Studio 2005 és la 8.0, mentre que el format de l'arxiu que empra és el de la 9.0.

### Visual Studio 2008
Permet treballar amb els frameworks:
- . NET Framework 2.0
- . NET Framework 3.0
- . NET Framework 3.5

### Visual Studio 2010
L'IDE es redissenya per a una millor llegibilitat. S'han eliminat gradients i línies innecessàries per fer més simple el seu ús.
Les finestres de documents com ara l'editor de codi i la finestra de la vista disseny ara poden col·locar-se fora de la finestra IDE. Per exemple, pot arrossegar l'editor de codi en el IDE de manera que es pot veure la finestra de la vista de disseny a la banda.
Permet treballar amb els frameworks:
- . NET Framework 2.0
- . NET Framework 3.0
- . NET Framework 3.5
- . NET Framework 4.0

### Visual Studio 2012
- . NET Framework 2.0
- . NET Framework 3.0
- . NET Framework 3.5
- . NET Framework 4.0
- . NET Framework 4.5

Va ser la primera revisió de Visual Studio a incloure una versió Community, que bàsicament ofereix les mateixes capacitats que la versió Professional però limitant el seu ús a empreses de mida petita, desenvolupadors de programari lliure i estudiants. El gran avantatge d'aquesta versió de Visual Studio és que és gratuïta.
Permet treballar amb els frameworks:
- . NET Framework 2.0
- . NET Framework 3.0
- . NET Framework 3.5
- . NET Framework 4.0
- . NET Framework 4.5
- . NET Framework 4.5.1
- . NET Framework 4.5.2

### Visual Studio 2015
Permet treballar amb els frameworks:
- . NET Framework 2.0
- . NET Framework 3.0
- . NET Framework 3.5
- . NET Framework 4.0
- . NET Framework 4.5
- . NET Framework 4.5.1
- . NET Framework 4.5.2
- . NET Framework 4.6
- . NET Framework 4.6.1
- . NET Core 1.0
- . NET Core 1.1
- . NET Core 2.0

### Visual Studio 2017
Permet treballar amb els frameworks:
- .NET Framework 2.0
- .NET Framework 3.0
- .NET Framework 3.5
- .NET Framework 4.0
- .NET Framework 4.5
- .NET Framework 4.5.1
- .NET Framework 4.5.2
- .NET Framework 4.6
- .NET Framework 4.6.1
- .NET Framework 4.7
- .NET Framework 4.7.1
- .NET Framework 4.7.2
- .NET Core 1.0
- .NET Core 1.1
- .NET Core 2.0
- .NET Core 2.1
- .NET Core 2.2

### Visual Studio 2019
Permet treballar amb els frameworks:
- .NET Framework 2.0
- .NET Framework 3.0
- .NET Framework 3.5
- .NET Framework 4.0
- .NET Framework 4.5
- .NET Framework 4.5.1
- .NET Framework 4.5.2
- .NET Framework 4.6
- .NET Framework 4.6.1
- .NET Framework 4.7
- .NET Framework 4.7.1
- .NET Framework 4.7.2
- .NET Framework 4.8
- .NET Core 1.0
- .NET Core 1.1
- .NET Core 2.0
- .NET Core 2.1
- .NET Core 2.2
- .NET Core 3.0
- .NET Core 3.1
- .NET 5.0

- Windows 10 versió 1903
- Windows 10 versió 1809
- Windows 10 versió 1803
- Windows 10 versió 1709
- Windows 10 versió 1703
- Windows 10 versió 1607
- Windows 8.1
- Windows 7 SP1

### Visual Studio 2022
Permet treballar amb els frameworks:
- .NET Framework 4.6.2
- .NET Framework 4.7
- .NET Framework 4.7.1
- .NET Framework 4.7.2
- .NET Framework 4.8
- .NET Core 2.1
- .NET Core 2.2
- .NET Core 3.0
- .NET Core 3.1
- .NET 5.0
- .NET 6.0
- .NET 7.0
- .NET 8.0

Versions de Windows Server compatibles:
- Windows Server 2019
- Windows Server versió 1803
- Windows Server versió 1709
- Windows Server 2016
- Windows Server 2012
- Windows Server 2012 R2
- Windows Server 2008 R2 SP1